# Corée du Sud aux Jeux olympiques d'hiver de 2010
Cet article contient des informations sur la participation et les résultats de la Corée du Sud aux Jeux olympiques d'hiver de 2010 à Vancouver au Canada.

## Cérémonies d'ouverture et de clôture

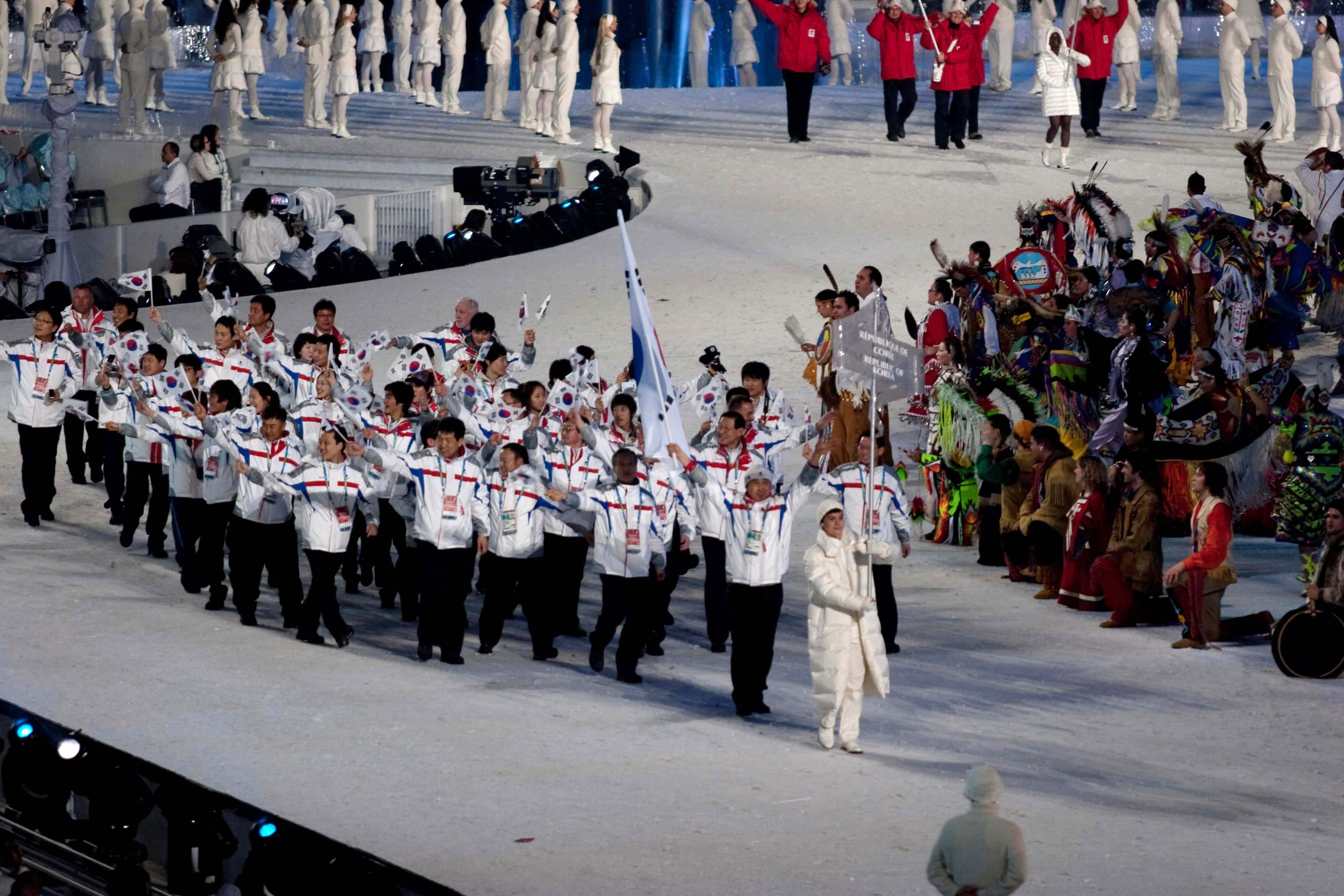
Entrée de la délégation sud-coréenne lors de la cérémonie d'ouverture.

Comme cela est de coutume, la Grèce, berceau des Jeux olympiques, ouvre le défilé des nations, tandis que le Canada, en tant que pays organisateur, ferme la marche. Les autres pays défilent par ordre alphabétique. La Corée du Sud est la 45e des 82 délégations à entrer dans le BC Place Stadium de Vancouver au cours du défilé des nations durant la cérémonie d'ouverture, après le Kazakhstan et avant le Kirghizistan. Cette cérémonie est dédiée au lugeur géorgien Nodar Kumaritashvili, mort la veille après une sortie de piste durant un entraînement. Le porte-drapeau du pays est le bobeur Kang Kwang-bae.
Lors de la cérémonie de clôture qui se déroule également au BC Place Stadium, les porte-drapeaux des différentes délégations entrent ensemble dans le stade olympique et forment un cercle autour du chaudron abritant la flamme olympique. Le drapeau sud-coréen est alors porté par Mo Tae-bum, patineur de vitesse.

## Médailles
- Liste des vainqueurs d'une médaille (par ordre chronologique)

### Or
| Sport                                | Discipline          | Sportifs           | Performance         |
| Médailles d'or : 6                   | Médailles d'or : 6  | Médailles d'or : 6 | Médailles d'or : 6  |
| ------------------------------------ | ------------------- | ------------------ | ------------------- |
| Patinage de vitesse sur piste courte | 1500 mètres hommes  | Lee Jung-su        | 2 min 17 s 611      |
| Patinage de vitesse                  | 500 mètres hommes   | Mo Tae-bum         | 34 s 92             |
| Patinage de vitesse                  | 500 mètres femmes   | Lee Sang-hwa       | 76 s 09             |
| Patinage de vitesse sur piste courte | 1000 mètres hommes  | Lee Jung-su        | 1 min 23 s 747 (RO) |
| Patinage de vitesse                  | 10000 mètres hommes | Lee Seung-hoon     | 12 min 58 s 55 (RO) |
| Patinage artistique                  | Individuel femmes   | Kim Yuna           | 228,56 points       |

### Argent
| Sport                                | Discipline             | Sportifs                                        | Performance            |
| Médailles d'argent : 6               | Médailles d'argent : 6 | Médailles d'argent : 6                          | Médailles d'argent : 6 |
| ------------------------------------ | ---------------------- | ----------------------------------------------- | ---------------------- |
| Patinage de vitesse                  | 5000 mètres hommes     | Lee Seung-hoon                                  | 6 min 16 s 95          |
| Patinage de vitesse                  | 1000 mètres hommes     | Mo Tae-bum                                      | 1 min 09 s 12          |
| Patinage de vitesse sur piste courte | 1500 mètres femmes     | Lee Eun-byul                                    | 2 min 17 s 849         |
| Patinage de vitesse sur piste courte | 1000 mètres hommes     | Lee Ho-suk                                      | 1 min 23 s 801         |
| Patinage de vitesse sur piste courte | 500 mètres hommes      | Sung Si-bak                                     | 41 s 340               |
| Patinage de vitesse sur piste courte | 500 mètres hommes      | Kwak Yoon-gy Lee Ho-suk Lee Jung-su Sung Si-bak | 6 min 44 s 446         |

### Bronze
| Sport                                | Discipline              | Sportifs                | Performance             |
| Médailles de bronze : 2              | Médailles de bronze : 2 | Médailles de bronze : 2 | Médailles de bronze : 2 |
| ------------------------------------ | ----------------------- | ----------------------- | ----------------------- |
| Patinage de vitesse sur piste courte | 1500 mètres femmes      | Park Seung-hi           | 2 min 17 s 927          |
| Patinage de vitesse sur piste courte | 1000 mètres femmes      | Park Seung-hi           | 1 min 29 s 379          |

## Engagés par sport

### Patinage artistique
Femmes
- Kim Yuna  (individuel)
- Kwak Min-jung

### Patinage de vitesse courte piste
- Lee Ho-suk  (1000 m)
- Sung Si-bak
- Lee Jung-su  (1500 m),  (1000 m)
- Kim Seoung-il
- Kwak Yoon-gy
- Cho Ha-ri
- Park Seung-hi (1500 m),  (1000 m)
- Lee Eun-byul  (1500 m)
- Choi Jung-won
- Kim Min-jung

### Patinage de vitesse longue piste
- Lee Kang-seok
- Lee Kyou-hyuk
- Lee Sang-hwa  (500 m)
- Mo Tae-bum  (500 m),  (1000 m)
- Mun Jun
- Lee Gi-ho
- Lee Seung-hoon  (500 m)
- Lee Jong-woo
- Ha Hong-sun
- Lee Sang-hwa
- Lee Bo-ra
- Oh Min-ji
- Ahn Ji-min
- Lee Ju-yeon
- No Sun-yung
- Park Do-yung
- Kim Yu-rim

### Saut à ski
- Heung Chul-choi
- Hyun Ki-kim
- Yong Jik-choi

### Skeleton
- Cho In-ho

### Ski acrobatique
- Seo Jung-hwa

### Ski alpin
- Jeong Dong-hyun
- Kim Woo-sung